# Maria Wageneder

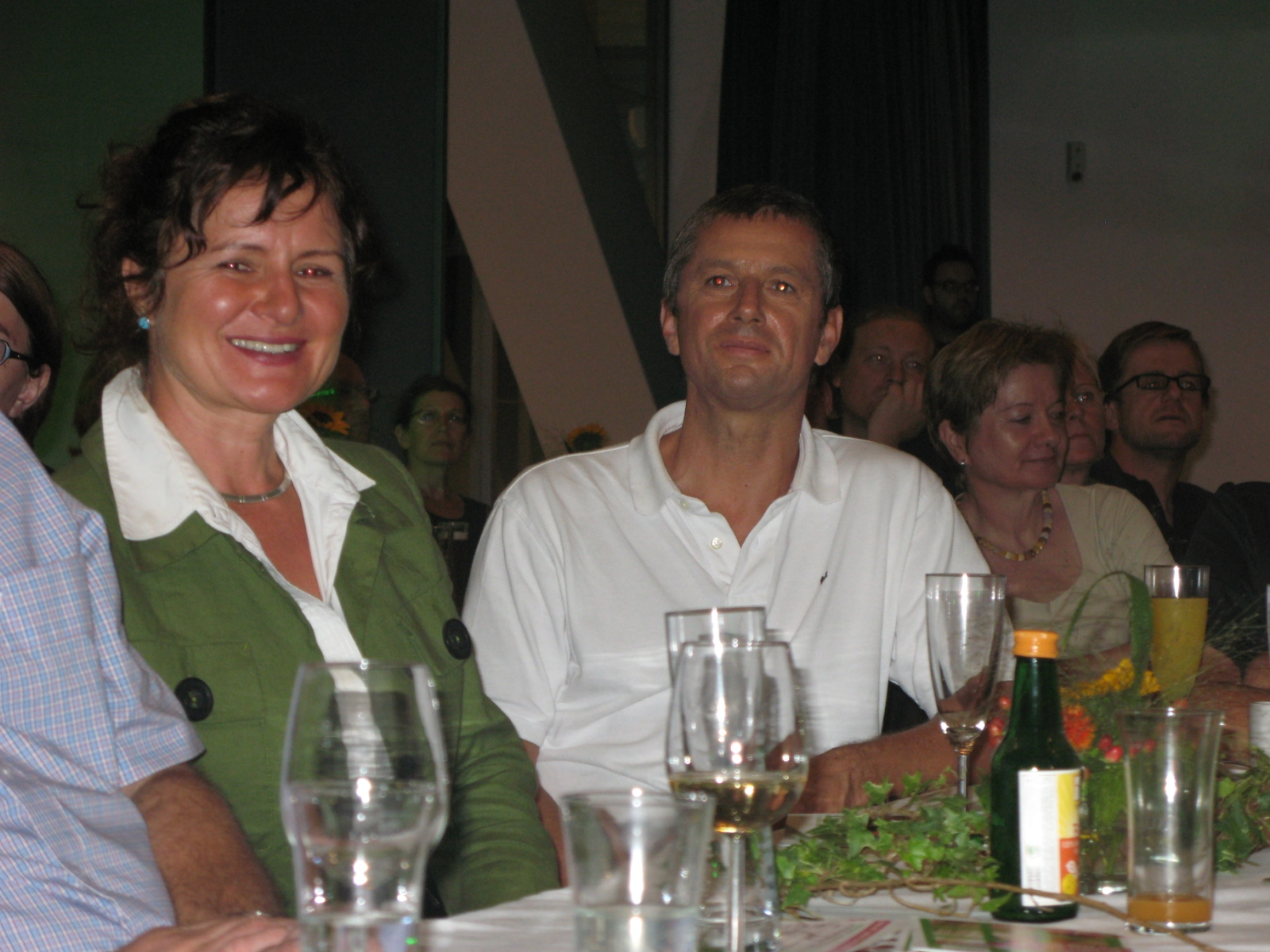
Maria Wageneder und Markus Reitsamer (2009)

Maria Wageneder (* 22. Juni 1957 in St. Georgen am Ybbsfelde) ist eine oberösterreichische Sonderschullehrerin und Politikerin (Grüne). Sie war von 2003 bis 2015 Abgeordnete zum Oberösterreichischen Landtag.

## Ausbildung und Beruf
Maria Wageneder besuchte die Volksschule und von 1967 bis 1971 die Hauptschule. Danach wechselte sie an das Bundesoberstufenrealgymnasium Scheibbs. 1975 legte sie dort die Matura ab und absolvierte danach von 1975 bis 1978 eine Ausbildung zur Sonderschullehrerin in Wien. Zudem studierte Wageneder zwischen 1975 und 1979 Psychologie und Pädagogik an der Universität Wien, schloss jedoch das Studium nicht ab. Von 1980 bis 2003 arbeitete sie als Sonderschullehrerin, 1981 absolvierte sie eine Ausbildung zur Montessori-Pädagogin.

## Politik
Maria Wageneder war zwischen 1997 und 2003 Gemeinderätin in Ried im Innkreis und ab 2000 Grüne Fraktionsvorsitzende. Am 23. Oktober 2003 war Wageneder als Landtagsabgeordnete des Oberösterreichischen Landtags angelobt worden. Sie war Mitglied in den Ausschüssen für Soziales sowie im Ausschuss für Petitionen und Rechtsbereinigungen. Von 2005 bis 2015 war sie Bezirkssprecherin der Bezirke Ried und Schärding.

## Privates
Maria Wageneder ist verheiratet. Sie hat zwei Söhne und zwei Töchter. Ihre erste Tochter Rita Hatzmann ist Film- und Theaterschauspielerin. Wageneder zog 1984 ins Innviertel und wohnte zunächst im Bezirk Braunau. Seit 1992 lebt sie in Ried im Innkreis.

## Auszeichnungen
- 2016: Goldenes Ehrenzeichen des Landes Oberösterreich[2]